# Józef Damse
Józef Damse (ur. 26 stycznia 1789 w Sokołowie k. Stryja, zm. 15 grudnia 1852 w Rudnie k. Warszawy) – polski kompozytor, dyrygent, śpiewak i aktor, wolnomularz.

## Życiorys
Studiował w Konserwatorium w Warszawie. Przed rokiem 1809 był aktorem w Wilnie, a w latach 1809–1812 kapelmistrzem 14 Pułku Kirasjerów Księstwa Warszawskiego. Od 1813 roku działał jako aktor komediowy i śpiewak w Kaliszu i Płocku, następnie w Teatrze Narodowym w Warszawie. Od 1820 r. współpracował z Karolem Kurpińskim. Balet Wesele w Ojcowie, który wspólnie opracowali, był wystawiany w Warszawie (ponad 400 razy), ponadto w Petersburgu, Moskwie i Kijowie oraz wielu miastach polskich. Damse wystawiał także inne utwory sceniczne i występował w nich, czasem z córką, Teresą. W roku 1846 przeszedł na emeryturę.

## Twórczość
- tańce do baletu Wesele w Ojcowie (1823)
- kontredanse, marsze (m.in. wojskowy Marsz połączonych Polaków), mazury, polonezy, walce i inne tańce na orkiestrę
- operetki, komedioopery, melodramaty i wodewile, m.in. Klarnet magiczny (1820, słowa: L.A. Dmuszewski), Kontrabandzista (1844, słowa: S. Bogusławski)
- pieśni solowe, m.in. mazur do śpiewania Serce młodzi niech przewodzi
- msze, Offertorium i inne utwory kościelne
- drobne utwory fortepianowe